# Rinodina pluriloculata
Rinodina pluriloculata är en lavart som beskrevs av Aptroot & Sparrius. Rinodina pluriloculata ingår i släktet Rinodina och familjen Physciaceae.   Inga underarter finns listade i Catalogue of Life.